# Игумнова, Наталия Петровна
Ната́лия Петро́вна Игу́мнова (12 августа 1939, Москва, СССР — 9 февраля 2022, Москва) — советский и российский библиотековед. Заслуженный работник культуры РФ (1996). Доктор педагогических наук (2009), главный научный сотрудник Российской государственной библиотеки. 

## Биография
Игумнова Наталия Петровна родилась в Москве 12 августа 1939 г. в семье инженера-химика. Окончила школу № 588 г. Москвы в 1956 г., Московский библиотечный институт в 1963 г. В 1979 г. защитила кандидатскую диссертацию на соискание ученой степени кандидата педагогических наук по специальности 05. 25. 03 — библиотековедение, библиографоведение и книговедение на тему: «Информационные потребности учёных и специалистов вуза». В 2009 г. защитила диссертацию на соискание ученой степени доктора педагогических наук по специальности 05. 25. 03 — библиотековедение, библиографоведение и книговедение на тему: «Евразийское библиотечное пространство: теория и практика развития». Работает главным научным сотрудником Российской государственной библиотеки в области межбиблиотечного взаимодействия России и стран СНГ, член Исполнительного комитета Международной федерации библиотечных ассоциаций и учреждений (ИФЛА) (1989—1990), второй вице-президент ИФЛА (1991—1993 гг.), действительный член и член Президиума отделения Библиотековедение Международной академии информатизации, член Российской Академии Естествознания с 1994 г., наблюдатель Постоянной комиссии по культуре, информации, туризму и спорту Межпарламентской Ассамблеи государств-участников СНГ (1995—2002 гг.), председатель международной рабочей группы по разработке модельного Библиотечного кодекса для государств-участников СНГ (2001—2003 гг.), общественный помощник депутатов Государственной Думы Федерального Собрания РФ Т. М. Гудима, Е.Г, Драпеко (1994—2003 гг.). Основатель и заместитель председателей Румянцевского общества друзей библиотеки академика РАН Н. Н. Моисеева и члена-корреспондента РАН Н. В. Карлова, член Румянцевского общества г. Гомеля Республики Беларусь. В 1968 году была на директором библиотеки МИФИ, данную должность она занимала вплоть до 1979 года, одновременно с этим занимала должность Члена президиума Центральной научно-методической комиссии Министерства высшего образования СССР. В 1979 году была назначена на должность заместителя директора ГБЛ, данную должность она занимала вплоть до 1987 года. В 1987 году — директор ВГБИЛ, данную должность она занимала вплоть до 1989 года. В 1989 году вернулась в ГБЛ на должность заместителя директора, данную должность она занимала вплоть до 1998 года. С 1999—2004 годы руководила отделом межбиблиотечного взаимодействия со странами СНГ и Балтии. В 2002 году она осталась в этом отделе, но занимала должность главного научного сотрудника.
Внесла существенный вклад в развитие поствузовского библиотечного образования и подготовку специалистов, разработала курсы Библиотечное дело стран СНГ, Международное библиотечное сотрудничество.
Награды: Заслуженный работник культуры Российской Федерации (1996). Медаль Верховного Совета СССР «Ветеран труда» (1988), звание Ветеран Российской государственной библиотеки (2004), медаль МПА СНГ (2004), медали «850 лет Москвы», Н. П. Игумнова отличается большой работоспособностью, самостоятельностью, ответственностью, самодисциплиной, организованностью, пунктуальностью, умением работать в команде. Как человек творческий, инициативный, коммуникабельный, доброжелательный пользуется огромным уважением в коллективе. Награды: Заслуженный работник культуры Российской Федерации (1996). Медаль Верховного Совета СССР «Ветеран труда» (1988), звание Ветеран Российской государственной библиотеки (2004), медаль МПА СНГ (2004), Серебряный Орден "Слава нации"II степени Российское авторское общество Свидетельство № 10554,медали «850 лет Москвы», «850 лет Касимова», «300 лет Московской духовной академии», «200 лет А. С. Пушкина», «100 лет В. Я. Брюсову», медали академика Юзвишина, Всесоюзного общества книголюбов, международного благотворительного фонда «Честь и польза», Д. Эйзенхауэра в честь 25-летия основания Sister Cities International, памятный знак «МИФИ»; почетные грамоты Московского инженерно-физического института, Министерства культуры РФ, Российской государственной библиотеки, Почетная грамота Российской библиотечной ассоциации, Почетная грамота Министерства культуры и общественного согласия Республики Казахстан(2000).
Умерла 9 февраля 2022 года в Москве.

## Научные работы
Основные научные работы посвящены общим вопросам библиотечного дела, а также концепции развития РГБ и её фондов, каталогов и информационно-библиографической деятельности. Внесла существенный вклад в развитие поствузовского библиотечного образования и подготовку специалистов, разработала курсы Библиотечное дело стран СНГ, Международное библиотечное сотрудничество.
Автор свыше 400 научных работ. Область научных интересов Н. П. Игумновой обширна: Библиотековедение. Библиотечная политология: Евразийское библиотечное пространство как геополитическое и социокультурное явление; международная библиотечная деятельность; модельное библиотечное законодательство государств-участников стран СНГ. Библиотечная этнология: этнокультурное библиотечное взаимодействие; полиэтническая деятельность библиотек; межкультурная коммуникация.

## Членство в обществах
Наталия Игумнова была членом более чем 10 научных организаций. Инициатор создания и главный координатор международного союза общественных объединений и организаций «Библиотечная Ассамблея Евразии» (1992—2002 г.), Почетный главный координатор МСОО «БАЕ» (2000 г.).
Основатель научного журнала «Вестник Библиотечной Ассамблеи Евразии».
действительный член Международной академии информатизации отделения Библиотековедение(1993).